# نشریه مدرسه مبارکه دارالفنون تبریز
مجله‌های فارسی‌زبان نشریه مدرسه مبارکه دارالفنون تبریز از سال ۱۸۹۳ تا ۱۸۹۴ در تبریز منتشر می‌شد. این مجله به صورت ماهیانه چاپ می‌شد و در مجموع ۴شماره آن منتشر شد. این مجله از نظر محتوا به بررسی مباحثی مانند تولیدات فنی و اقتصاد تبریز می‌پرداخت.